# Abbazia di San Paolo "inter vineas"
L'abbazia di San Paolo "inter vineas" si trova a Spoleto, fuori le mura cittadine, nei pressi del viale Matteotti. È un interessante monumento romanico, di origine molto antica.

## Storia
Le notizie più antiche sono riportate da Gregorio Magno nel libro III, capitolo 29 dell'opera  Dialoghi, risalgono quindi intorno all'anno 593. Egli racconta di un prodigio avvenuto nella chiesa di San Paolo di Spoleto ai danni di un vescovo longobardo, seguace di Ario: pare che il prelato sia diventato improvvisamente cieco dopo aver osato entrare a forza in chiesa, con l'intento di celebrarvi il suo culto sacrilego. Da quel momento i Longobardi presenti nella zona mai più si azzardarono a violare i luoghi dei cattolici.

### Il monastero
Alla fine del X secolo, di fianco alla chiesa di San Paolo fuori le mura, altra denominazione con cui veniva indicata, viene costruito un monastero, forse per volere del vescovo Lupo, che nel 1002 sottoscrive un atto di donazione a favore di una tale Berta, da lui stesso ordinata e consacrata badessa delle monache benedettine ospiti del convento. Nell'atto, oltre al monastero, sono presenti ulteriori beni, tra cui un terreno in località San Boroto: elargizioni volte a lenire la grave indigenza delle monache.
A causa di lotte fra fazioni cittadine nel '300 il monastero, diventato un posto poco sicuro, viene abbandonato dalle monache che si trasferiscono nel 1396 nella chiesa di Sant'Agata, all'interno delle mura cittadine.
Nel 1462 chiesa e monastero vengono concessi dal vescovo Berardo Eroli ai minori osservanti che vi rimangono fino alla prima metà dell'800.
Da un documento del 1723 
il monastero risulta composto da quattro dormitori, un'infermeria, una spezieria e una biblioteca che custodisce molte opere antiche, il tutto affaccia in un chiostro assai ampio.
Nel 1810 il convento viene consegnato alle autorità napoleoniche. Solo nel 1814 tornerà di proprietà dei frati, che vi istituiscono un "ricovero maschile di mendicità" per provvedere ai poveri e agli invalidi; le donne sono ricoverate nel centro della città all'interno della chiesa di Sant'Andrea. Solo dopo il 1860, successivamente ai Decreti Pepoli, che istituirono ricoveri di mendicità in regione, e dopo l'abbattimento della chiesa di Sant'Andrea, demolita per far posto al Teatro Nuovo, la struttura accoglierà anche le donne.
I frati saranno poi definitivamente espulsi nel 1865.
All'inizio del '900 il ricovero viene intitolato a Margherita di Savoia; nel 1960 adotta la denominazione di "casa di riposo", accoglie anziani, donne e uomini, e dispone anche di una sezione psichiatrica.

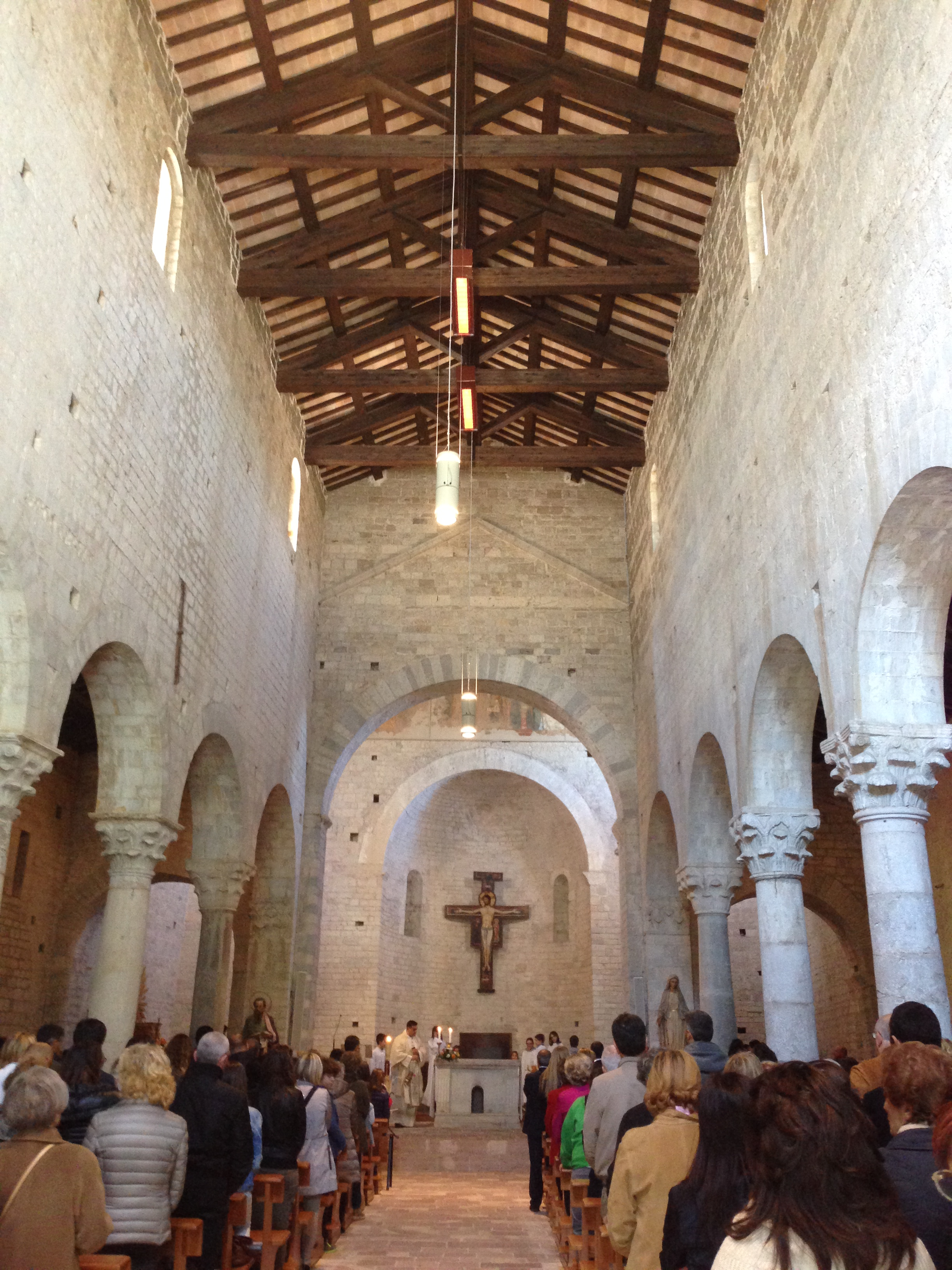
Navata centrale

Rimasto chiuso e inutilizzato per diversi anni, dal 2007 è sede dell'istituto alberghiero cittadino e di un convitto per studenti fuori sede.
Il chiostro, parzialmente inagibile, conserva alcuni elementi del X secolo: uno dei lati infatti presenta archi ad ampio sesto, con robuste colonne e pilastri quadrangolari che si alternano, risalenti all'epoca della fondazione del monastero.

### La chiesa
La facciata, le navi, le decorazioni portano ad una datazione che oscilla tra la fine del XII secolo e l'inizio del XIII. 
La chiesa cui accenna Gregorio Magno probabilmente è stata quindi rinnovata secondo le forme dello stile romanico spoletino e nel 1234 viene consacrata da papa Gregorio IX, venuto appositamente in città; nell'occasione il monastero riceve la Regola delle clarisse.
Nel 1771 subisce un rinnovamento che stravolge soprattutto l'interno tardoromanico: le navate laterali vengono divise in cappelle del settecento mediante murature di notevole spessore; l'abside viene modificata per realizzare il coro; adiacente all'altare viene costruita la sagrestia, demolendo un muro; il transetto è abbassato per realizzare tre bassi ambienti coperti da volte, sopra i quali rimangono per anni nascosti i resti malconci di un ciclo di affreschi; l'altare viene ricoperto
Scriveva Bruno Toscano nel 1954:

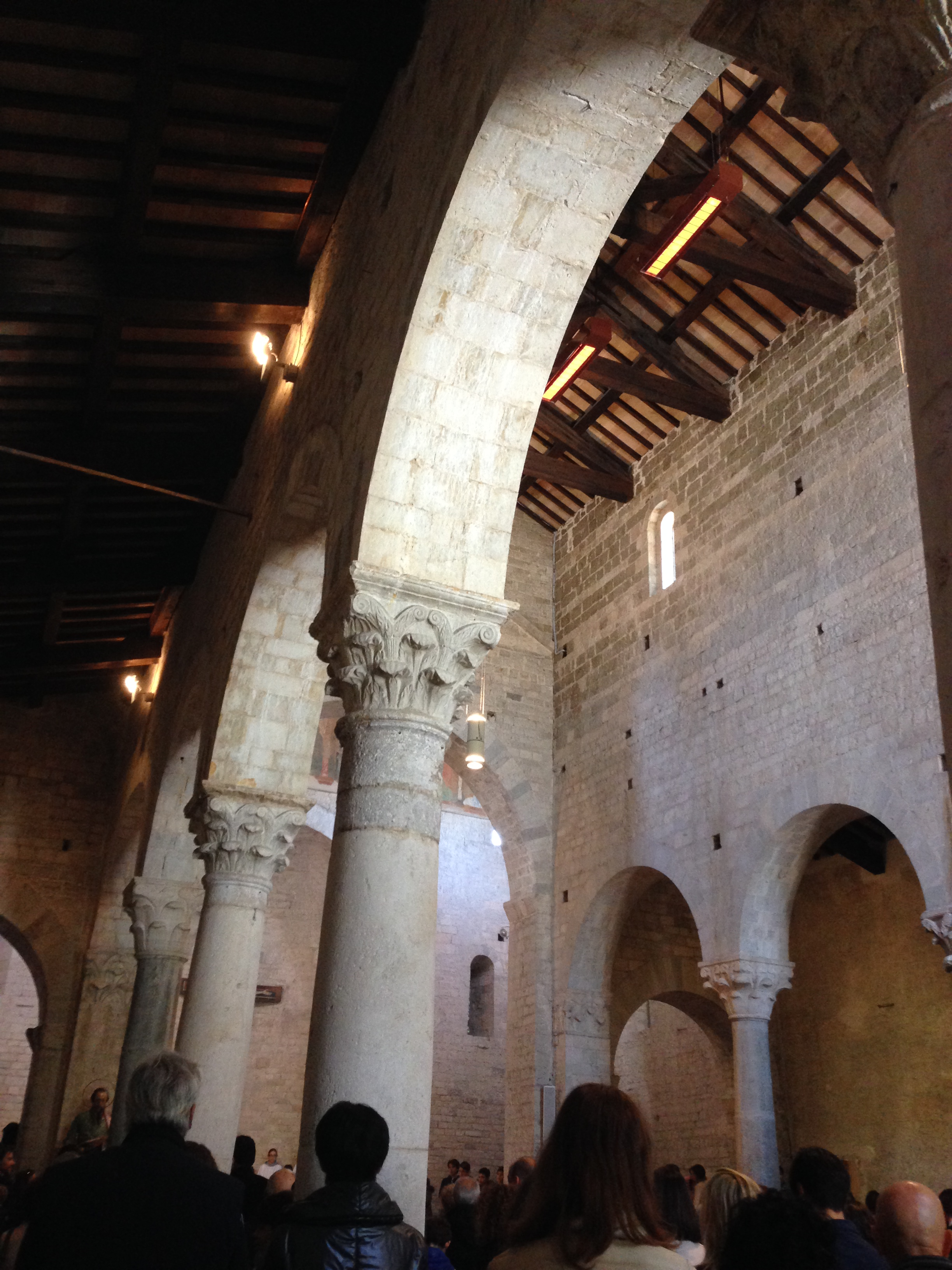
Interno

Nel 1880 viene demolito il campanile eretto nel 1825 sui resti di una precedente torre. 
Nel 1950 il comune di Spoleto, temendo un crollo a breve scadenza, interviene per la messa in sicurezza di importanti affreschi rimasti su due lati del transetto. Saranno poi distaccati nel 1953 e conservati nella pinacoteca comunale.
Durante il restauro, durato circa 10 anni e concluso nel 1965, sotto l'altare settecentesco, viene ritrovato e ripristinato l'altare maggiore consacrato nel 1234 da papa Gregorio IX. È costituito da quattro lastre di pietra che poggiano su di un basamento marmoreo; al suo interno è racchiuso un frammento di colonna con capitello cubico che presenta una cavità per reliquie. I quattro pilastrini laterali sono ornati con piccoli capitelli lavorati come quelli della facciata.
Il rosone aveva mantenuto tutti gli archetti esterni, il mozzo centrale e una colonnina, conservati al museo civico, vengono reintegrati.
Gli affreschi rimossi nel 1953 sono stati ricollocati; altri sono venuti alla luce durante i lavori, precisamente nella testata nord, sul pilastro sinistro del transetto (Madonna Annunziata) e sulla navatella di sinistra (i santi Lucia e Paolo).
L'aspetto attuale è il risultato di un completo restauro, curato da Gisberto Martelli, che nel 1965, restituisce al monumento le linee primitive precedenti la consacrazione.
Nel 2000 è stata restaurata la parte esterna dell'abside che si presume sia la parte più antica di tutto il complesso, forse residuo di una chiesa precedente. Ipotesi sostenuta dalla presenza di conci di pietra diversi e dall'evidente divario di gusto che la separa dal resto dell'edificio e in particolare dalla facciata. 

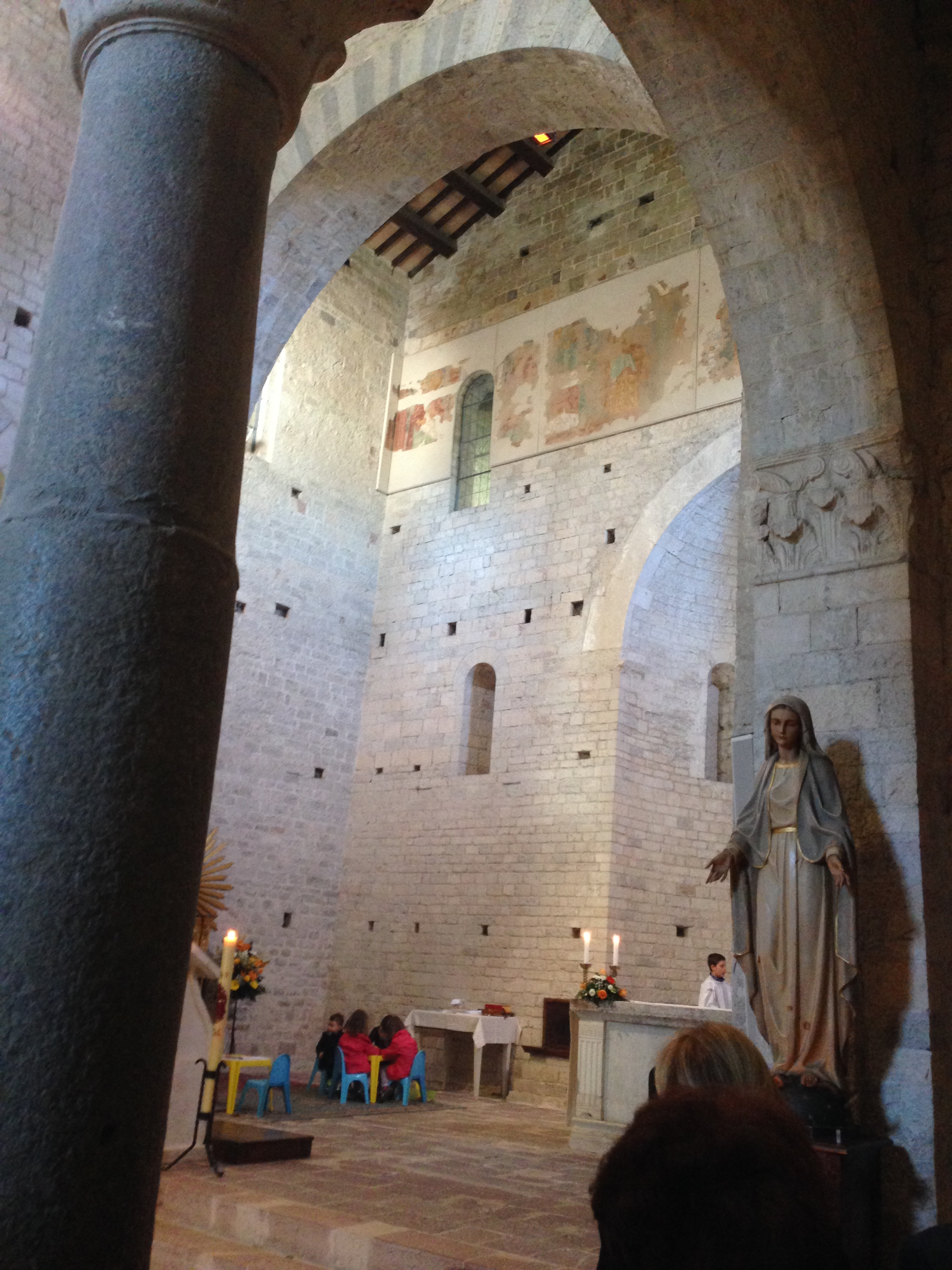
Interno

## Descrizione
Il perimetro dell'edificio è pressoché rettangolare e si conclude con un'unica abside.
La facciata, pur con evidenti aggiunte settecentesche, conserva la sua forma tardoromanica, simile a quelle delle chiese di San Pietro e San Ponziano, seppur dalle linee più semplici.
Alla base è decorata da marmo lunense e pietra calcarea, mentre cornici ad archetti intagliati, decorati con bucrani, ripartiscono longitudinalmente il prospetto; sopra si può ammirare un unico rosone centrale, abbellito da una cornice scolpita a motivi vegetali; ancora sopra troviamo il timpano.
Le lesene sottolineano la divisione interna a tre navate di sei campate ciascuna, divise da cinque colonne in pietra, coronate da capitelli corinzi che sostengono archi a tutto sesto. Oltre l'arco trionfale si apre un transetto, illuminato da due bifore e due monofore, decorato da resti di affreschi datati tra la fine del XII secolo e l'inizio del XIII.
Il portale, con infissi del 1496, ha tre rincassi simili alla chiesa di Sant'Eufemia; lateralmente sono ormai illeggibili i resti di affreschi del quattrocento che ritraevano san Pietro e san Paolo; meglio conservata è l'immagine della Madonna col bambino nella lunetta sopra il portale, dipinta da un pittore spoletino della seconda metà del quattrocento; nei muri laterali e in quelli di fondo si aprono alcune monofore;
Alcune lapidi dipinte sulle pareti della chiesa sono scomparse per esigenze dei lavori di restauro.
Sul transetto s'innesta l'unica abside semicircolare che ricorda quella delle chiese di Sant'Eufemia e di San Gregorio Maggiore.
Il tetto è interamente realizzato a capriate lignee, soluzione insolita per quei tempi, così come la mancanza della cripta; dai secoli V fino al XIII e oltre, le coperture a volta e la cripta a oratorium erano caratteristiche strutturali molto frequenti, in quanto conferivano maggiore solennità alla zona presbiteriale.